# Hariharpur (Bara)
Pour les articles homonymes, voir Hariharpur.
Hariharpur (en népalais : हरिहरपुर) est un comité de développement villageois du Népal situé dans le district de Bara. Au recensement de 2011, il comptait 5 458 habitants.